# SC Schiltigheim
Sporting Club Schiltigheim ist ein französischer Fußballverein aus der elsässischen Kleinstadt Schiltigheim. 2020/21 spielt der Klub im viertklassigen National 2.

## Vereinsgeschichte
Der Klub hat seinen Ursprung im deutschen SAEJ Schiltigheim. Zum Zeitpunkt der Gründung war Schiltigheim Teil des deutschen Reichsland Elsaß-Lothringen, das ein Reichsteil des deutschen Kaiserreiches war. 1915 wurde der Klub in FK Schiltigheim umbenannt. Nach dem Ersten Weltkrieg wurde der FK Schiltigheim aufgelöst und unter seinem heutigen Namen wiedergegründet.
Mit der Besatzung Frankreichs, im Zweiten Weltkrieg, durch deutsche Soldaten kam der SC Schiltigheim in den deutschen Spielbetrieb und nahm an der Gauliga Elsaß teil. Dort spielten sie von 1941 bis 1944. Noch vor Kriegsende kehrte der Klub in den französischen Spielbetrieb zurück. Zu Beginn der Saison 1945/46 nahm der SC Schiltigheim am Spielbetrieb der Division d’Honneur teil. Dort erreichten sie in ihrer ersten Saison den fünften Tabellenplatz. Bis 1954 spielten sie in der "DH", ehe 1954 der Abstieg folgte. Zwei Jahre später gelang der direkte Wiederaufstieg. Dieses Mal hielt es den Straßburger Vorortverein neun Jahre in der Division d’Honneur. 1965 stiegen sie dann erneut ab. Erst 20 Jahre später stieg der SC Schiltigheim wieder in die Division d’Honneur auf. Nach sechs Jahren stiegen die Elsässer in die Division 4 auf, um 1993 in die National 2 aufzusteigen. Dort hielt es den SC Schiltigheim vier Jahre, um dann in der CFA 2 weiterzuspielen. 2003 gelang der bisher größte Erfolg für den Klub aus Schiltigheim, als man das Viertelfinale im französischen Fußballpokal erreichen konnte; auf dem Weg dorthin hatten die Elsässer mit Troyes, Beauvais und Toulouse drei Profimannschaften ausgeschaltet. Erstligist Stade Rennes war dann aber nicht überwindbar. Im selben Jahr stieg man in die CFA auf. Dort hielt sich der SC Schiltigheim jedoch nur vier Jahre und musste 2007 wieder in die CFA 2 absteigen. 2008 wurde er bis in die, mittlerweile sechstklassige, Division d’Honneur durchgereicht. 2010 stieg man wieder in die CFA 2 auf, in der die Mannschaft auch 2016/17 antritt.

## Erfolge
- Meister in der Division d’Honneur (1991)
- Meister in der Division 4 (1993)
- Viertelfinale der Coupe de France (2003)
- Meister in der CFA 2 (2003)

## Ehemalige Spieler
- Éric Vogel war vor seiner beim SCS bei Racing Straßburg aktiv. Im Trikot der Straßburger kam er auch in der Division 1 (heute Ligue 1) zum Einsatz.
- Cédric Stoll: Der gebürtige Schiltigheimer war nach seiner Zeit in Straßburg, für das er in zwei Partien in der Division 2 (heute Ligue 2) zum Einsatz kam, in Schiltigheim aktiv.
- Jonathan Schmid: Jonathan Schmid war im Nachwuchs des SC Schiltigheim aktiv. Nach Zwischenstationen bei Mars Bischheim und dem Offenburger FV wechselte er 2008 in die Jugend des SC Freiburg, für den er 2011 in der Bundesliga debütierte.
- Jean-François Kornetzky: Vor seinem Wechsel zur SCS war Kornetzky u. a. in Deutschland in der 2. Bundesliga, gar in der Bundesliga (insgesamt 17 Spiele für den Karlsruher SC, neun davon in der Bundesliga), in der 3. Liga (fünf Spiele für den SV Sandhausen), in der Regionalliga (mit der Reservemannschaft des Karlsruher SC sowie für den SC Idar-Oberstein) sowie in der Oberliga (mit der zweiten Mannschaft des Karlsruher SC in der Saison 2004/05) aktiv.
- Michaël Cuisance: Der Mittelfeldspieler spielte von 2012 bis 2014 beim SC Schiltigheim, danach war er bei AS Nancy, bei Borussia Mönchengladbach und beim FC Bayern München unter Vertrag.

## Frauenfußball
Sportings Frauenteam gehörte von 2000 bis 2002 sogar der höchsten französischen Spielklasse an, nachdem es 2000 den Titel eines Zweitligameisters gewonnen hatte.